# 苏莱曼清真寺 (罗得)
苏莱曼清真寺（希臘語：Σουλεϊμανιγιέ Τζαμί）是希腊罗得岛的一个原清真寺建筑，最初建于1522年奥斯曼帝国征服罗得之后，重建于1808年。它是以征服罗得岛的苏莱曼大帝命名 。
该清真寺是罗得城的第一个清真寺，1522年奥斯曼帝国征服罗得岛之后，立刻就建造了这座清真寺。目前的清真寺建筑建于1808年，系第一座清真寺改建而成。 该清真寺为粉红色，重建时使用的建筑材料大部分取自当地原有的建筑物，例如外廊的柱子取自于基督教堂。

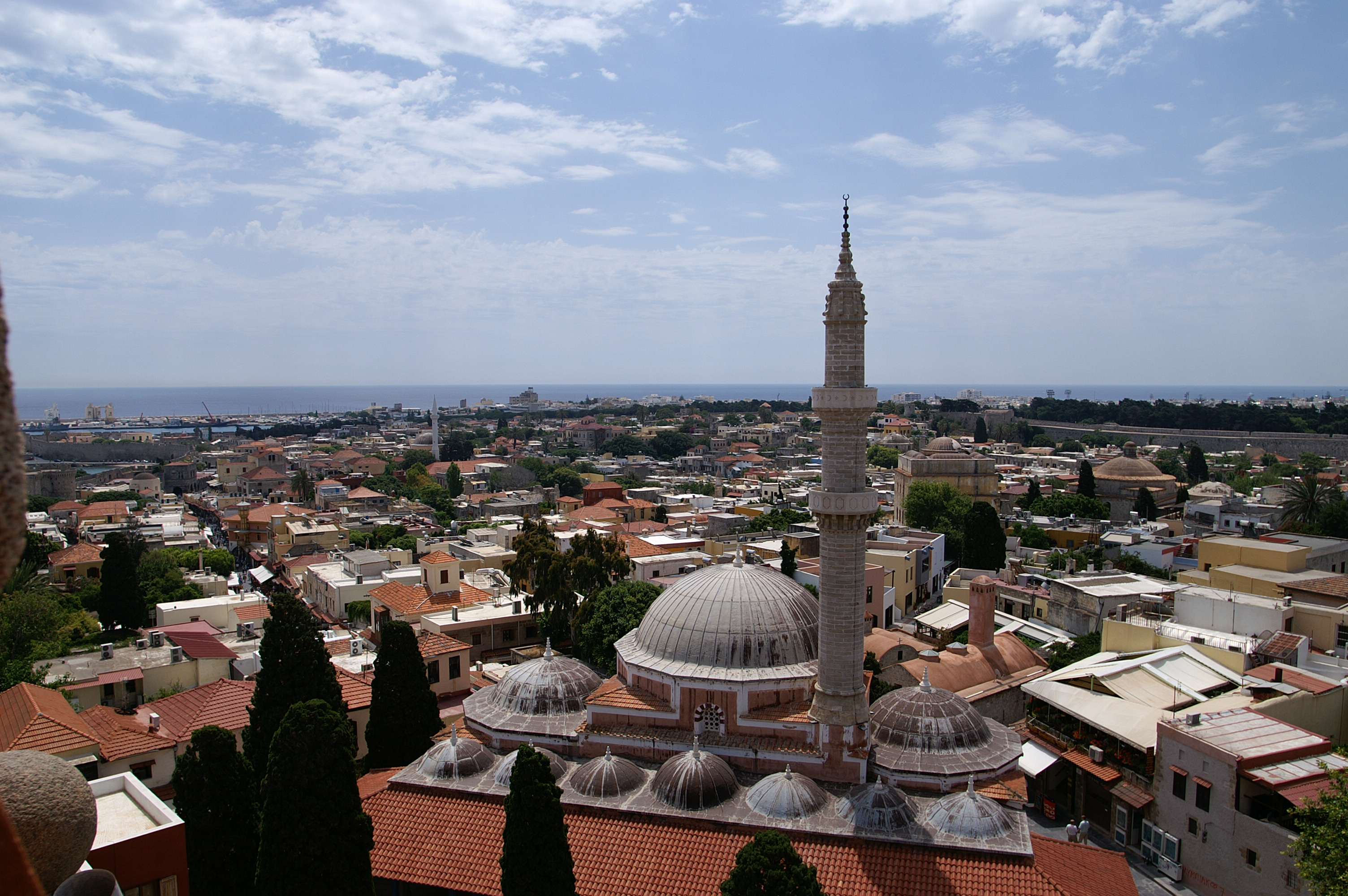
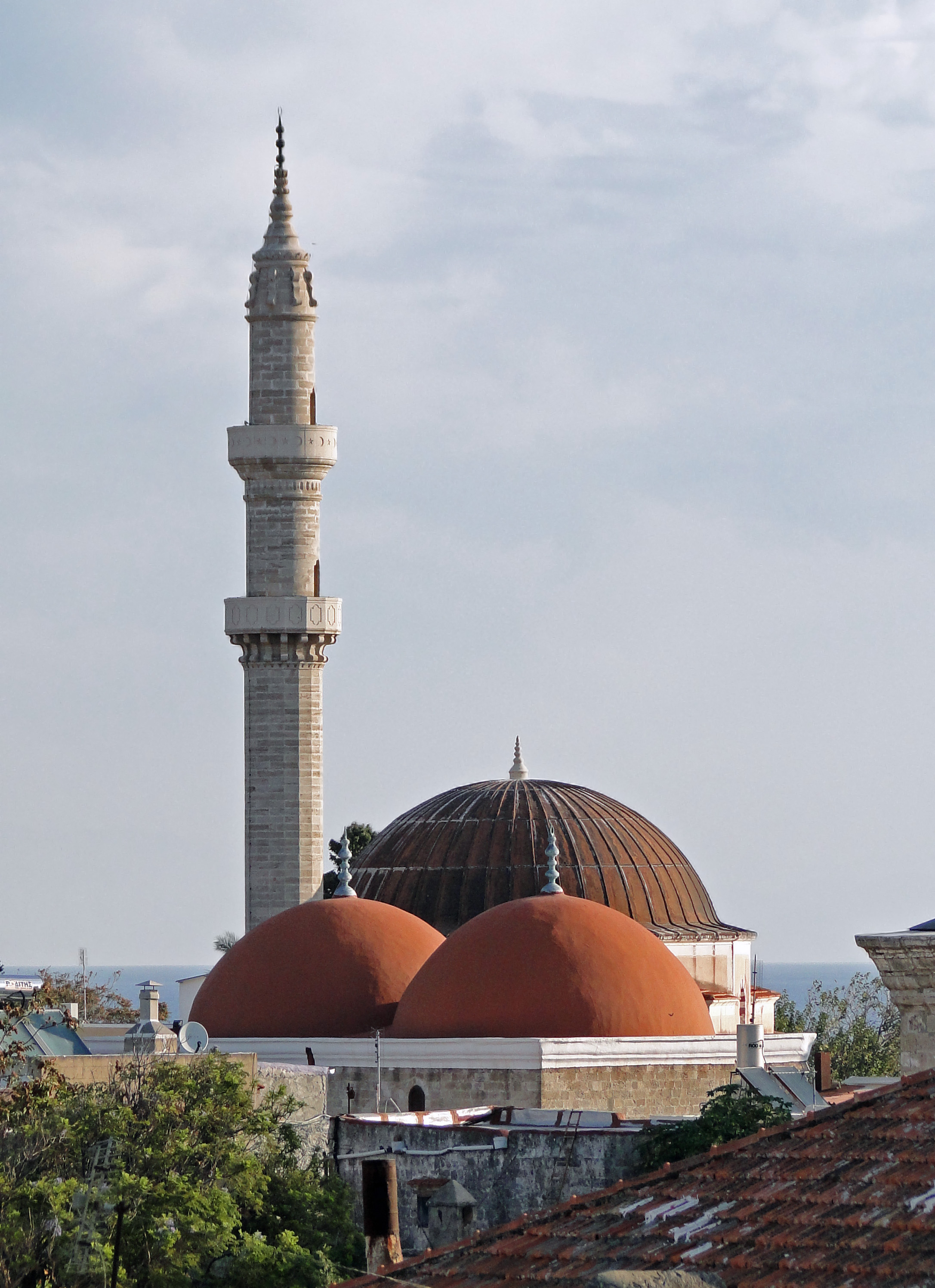
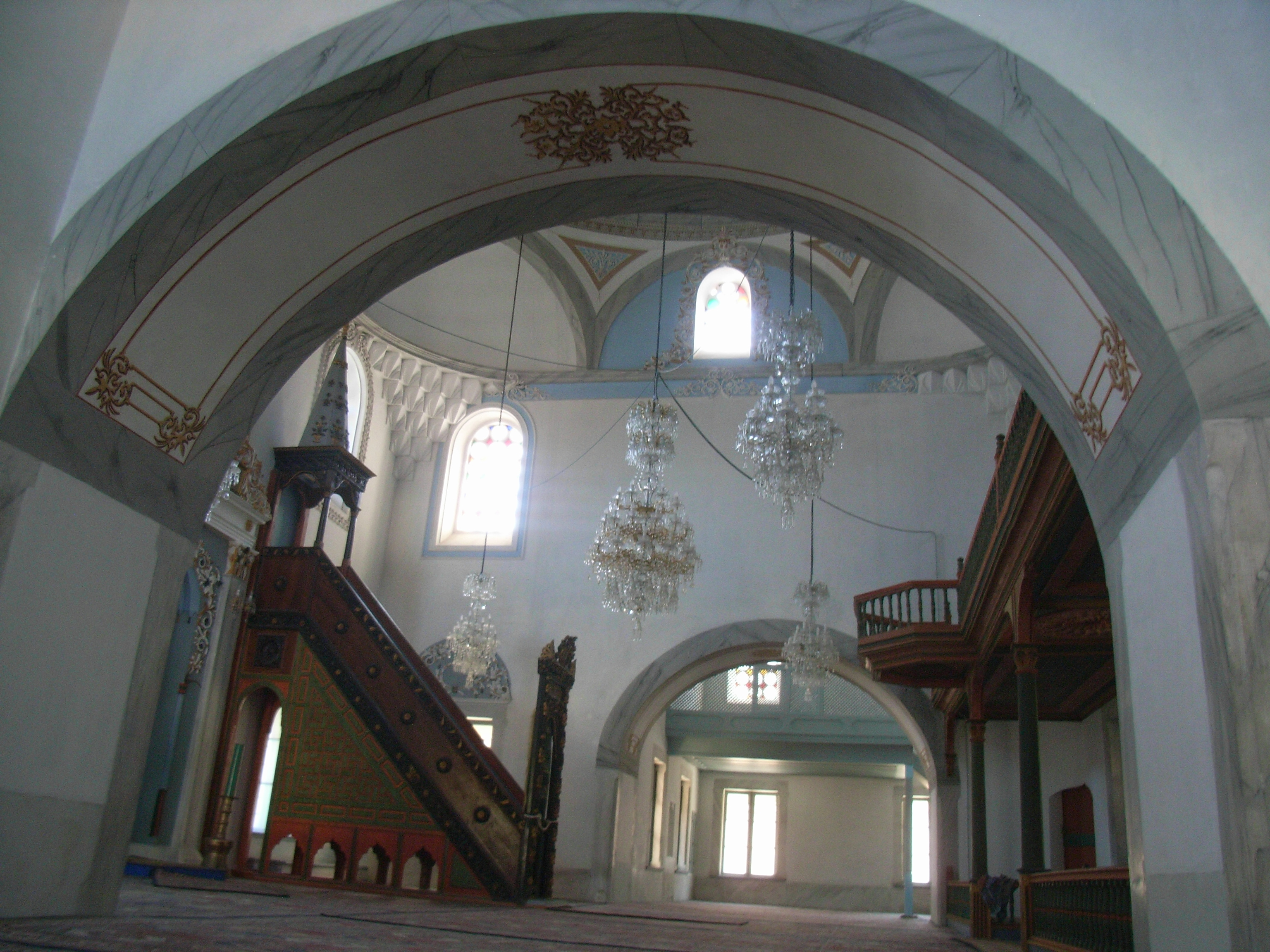